# Катастрофа Boeing 737 под Пукальпой
Катастрофа Boeing 737 под Пукальпой — авиационная катастрофа, произошедшая во вторник 23 августа 2005 года. Авиалайнер Boeing 737-244 Advanced авиакомпании TANS Perú выполнял внутренний рейс ELV204 по маршруту Лима—Пукальпа—Икитос, но при заходе на посадку в Пукальпе попал в грозовой фронт и рухнул на землю в 5,5 километрах от аэропорта Пукальпы. Из находившихся на его борту 98 человек (91 пассажир и 7 членов экипажа) погибли 40.

## Самолёт
Boeing 737-244 Advanced (регистрационный номер OB-1809-P, заводской 22580, серийный 787) был выпущен в 1981 году (первый полёт совершил 4 августа). Оснащён двумя турбореактивными двигателями Pratt & Whitney JT8D-17A. 14 августа того же года был передан авиакомпании South African Airways (SAA), в которой получил б/н ZS-SIA и имя Tugela. От неё сдавался в лизинг авиакомпаниям:
- VASP (с 22 ноября 1985 года по 19 марта 1988 года, борт PP-SNW),
- Air Namibia (с 1 августа 1989 года по 15 октября 1991 года, имя Ondekaremba),
- Safair (с декабря 2004 года по 17 июня 2005 года).

17 июня 2005 года был куплен авиакомпанией TANS Perú, в которой получил бортовой номер OB-1809-P. На день катастрофы 24-летний авиалайнер совершил 45 262 циклов «взлёт-посадка» и налетал 49 865 часов.

## Экипаж и пассажиры
Состав экипажа рейса ELV204 был таким:
- Командир воздушного судна (КВС) — 45-летний Октавио Перес Пальма Гаррета (исп. Octavio Perez Palma Garreta). Опытный пилот, налетал 5867 часов, 3763 из них на Boeing 737.
- Второй пилот — 37-летний Хорхе Луис Пинто Панта (исп. Jorge Luis Pinto Panta). Опытный пилот, налетал 4755 часов, 1109 из них на Boeing 737.
- Второй пилот-стажёр — 38-летний Гонсало Чиринос Дельгадо (исп. Gonzalo Chirinos Delgado). Малоопытный пилот, налетал 2708 часов, 61 из них на Boeing 737.

В салоне самолёта работали четверо бортпроводников.
| Национальность | Пассажиры | Экипаж | Всего |
| -------------- | --------- | ------ | ----- |
| Перу           | 73        | 7      | 80    |
| США            | 11        | 0      | 11    |
| Италия         | 4         | 0      | 4     |
| Колумбия       | 1         | 0      | 1     |
| Австралия      | 1         | 0      | 1     |
| Испания        | 1         | 0      | 1     |
| Всего          | 91        | 7      | 98    |

Всего на борту самолёта находились 98 человек — 7 членов экипажа и 91 пассажир.

## Катастрофа
Рейс ELV204 вылетел из Лимы в 18:24 UTC и взял курс на Икитос, на его борту находились 7 членов экипажа и 91 пассажир. Самолётом управляли КВС и второй пилот-стажёр (второй пилот находился в пассажирском салоне).
В 19:17 во время подлёта к Пукальпе самолёт влетел в грозовой фронт. В 19:21 по лайнеру ударил сильный град, минуту спустя из-за более крупного града было почти полностью разбито ветровое стекло кабины экипажа, из-за трещин в нём пилоты были дезориентированы и самолёт начал резко снижаться под углом 4°.
В 19:25 UTC рейс ELV204 снизился до 15 метров и спустя несколько секунд лайнер левым полукрылом задел деревья, резко накренился на 100° влево и на 7° вниз и врезался в землю. При ударе полностью оторвались носовая часть с кабиной пилотов и оба крыла вместе с двигателями, а фюзеляж с пассажирским салоном и хвостовой частью получил не очень сильные повреждения и, продолжив движение по земле, полностью разрушился, проделав при этом 500-метровую борозду в джунглях в 5,5 километрах от аэропорта Пукальпы.
Из 98 человек на борту самолёта погибли 40 — 5 членов экипажа (все 3 пилота и 2 бортпроводника) и 35 пассажиров; остальные 58 человек (2 бортпроводника и 56 пассажиров) выжили, получив ранения различной степени тяжести.

## Расследование
Расследование причин катастрофы рейса ELV204 проводило Министерство транспорта и связи Перу (CIAA).
С самого начала расследование было осложнено мародёрами, которые растаскивали обломки самолёта с целью продажи. Назначение награды в $ 500 позволило получить украденный с места катастрофы параметрический самописец, но извлечь из него данные не удалось.
За всё время расследования не было найдено никаких свидетельств технических неполадок самолёта.
Окончательный отчёт расследования CIAA был опубликован 1 июля 2006 года.
Согласно отчёту, причинами катастрофы стали многочисленные ошибки экипажа:
- решение продолжить заход на аэропорт Пукальпы в условиях шторма;
- отсутствие действий по предотвращению дальнейшего снижения при вертикальной скорости свыше 50 м/мин, что привело к срабатыванию сигнала предупреждения о сближении с землёй (GPWS);
- решение не обходить грозовой фронт и не уходить на другой аэропорт;
- дезориентация экипажа из-за разбитого сильным градом ветрового стекла.

## Культурные аспекты
Катастрофа рейса 204 TANS Perú показана в 12 сезоне канадского документального телесериала Расследования авиакатастроф в серии Посадка вслепую (не путать с одноимённой серией 4 сезона).